# 富山県道109号藤原横山君島線
富山県道109号藤原横山君島線（とやまけんどう109ごう ふじわらよこやまきみじません）は、富山県下新川郡入善町内を通る一般県道である。

## 概要

### 路線データ
- 起点：富山県下新川郡入善町藤原（富山県道60号入善朝日線交点）
- 終点：富山県下新川郡入善町君島（富山県道60号入善朝日線交点）
- 実延長：3,254m

## 沿革
- 1960年（昭和35年）4月23日 - 認定[1]

## 地理

### 通過する自治体
- 富山県下新川郡入善町

### 接続する道路
- 富山県道60号入善朝日線（起点：入善町藤原）
- 富山県道60号入善朝日線（終点：入善町君島）

### 周辺
- あいの風とやま鉄道線 入善駅
- 入善町立桃李小学校
- 横山郵便局
- 東洋紡 富山事業所 入善工場
- トーキン 富山事業所
- 入善ショッピングセンターコスモ21